# Mohammed El Torrès
Pour les articles homonymes, voir Torres.
Mohammed ben El Arbi El Torrès, né autour de 1820 et mort à Tanger le 13 septembre 1908, est un diplomate marocain de la fin du XIXe siècle et du début du XXe siècle.

## Biographie
Jusqu'au début des années 1880, Mohammed El Torrès est le caïd de Casablanca.
En 1883, sous le règne de Hassan Ier, il succède à Mohammed Bargach en tant que représentant du sultan à Tanger. Cette fonction, quelquefois confondue à tort avec celle de ministre des Affaires étrangères, consistait à servir d'intermédiaire entre le Makhzen et le corps diplomatique résidant à Tanger.
Entre la mort de Hassan Ier, en 1894, et celle du grand vizir Ahmed ben Moussa, en 1900, l'importance du poste confié à Torrès diminue temporairement au profit des attributions du grand vizir.
En 1906, en tant qu'ambassadeur extraordinaire du sultan Abdelaziz, le Hadj Mohammed el Torrès mène la délégation plénipotentiaire marocaine à la conférence d'Algésiras, mais c'est Mohammed el Mokri qui prend la part la plus active dans les négociations.
Mort en juillet 1907, il est remplacé dans ses fonctions d'abord par El Mehdi El Menebhi, qui sera vite remplacé par M'hammed El Guebbas. Son nom a été donné à des rues de Tétouan et de la médina de Tanger.

## Notes et références

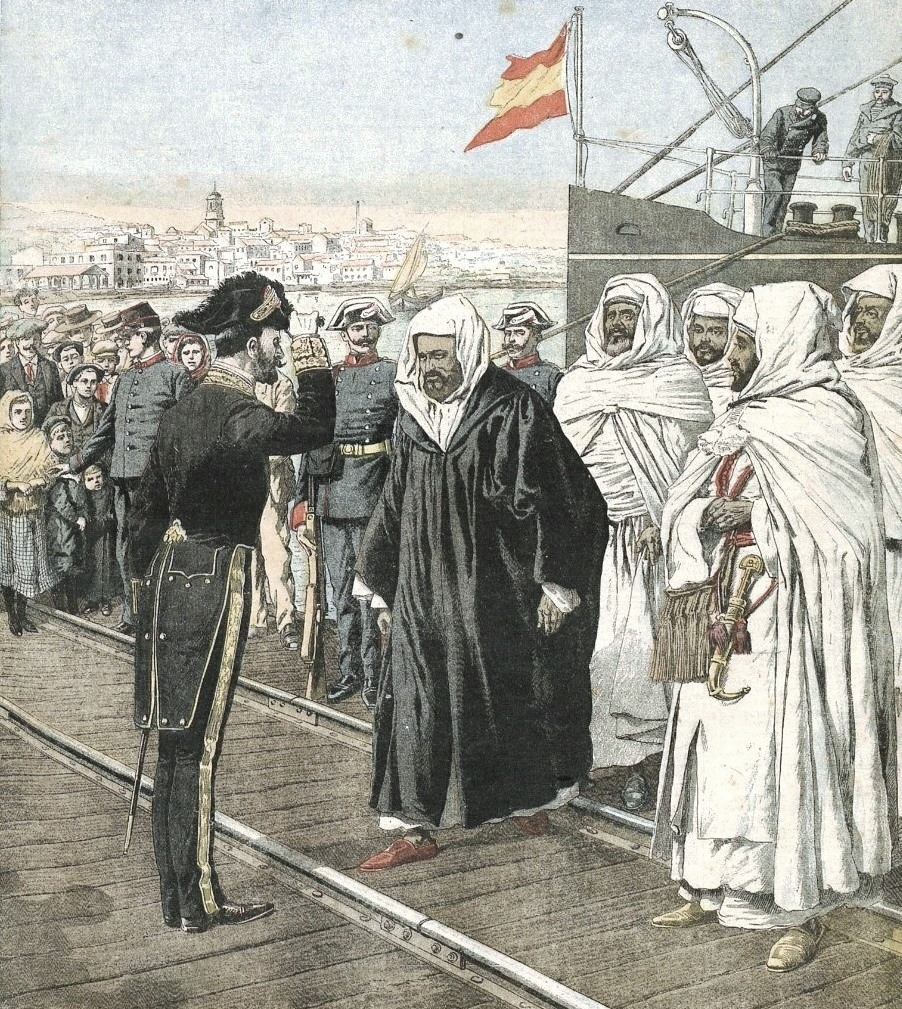
Arrivée des ambassadeurs marocains à Algésiras en 1906, une du Le Petit Journal.